# Princeton University Press
Princeton University Press este o editură independentă ce are legături strânse cu Universitatea Princeton. Misiunea sa este de a răspândi cunoștințele științifice în mediul academic și societate în general.
Editura a fost fondată în 1905 de Whitney Darrow, cu sprijinul financiar al lui Charles Scribner, pentru a deservi comunitatea academică de la Princeton. Clădirea sa distinctivă a fost construită în 1911 pe William Street din Princeton. Prima sa carte a fost o ediție nouă din 1912 a prelegerilor Lectures on Moral Philosophy ale lui John Witherspoon.

## Istoric
Princeton University Press a fost înființată în 1905 de către un absolvent recent al universității Princeton, Whitney Darrow, cu sprijinul financiar al unui alt absolvent, Charles Scribner II. Darrow și Scribner au cumpărat echipamentul și au preluat operațiunile a două edituri locale deja existente, Princeton Alumni Weekly și Princeton Press. Noua editură a tipărit atât ziarele locale, cât și studiile universitare, The Daily Princetonian, și mai târziu a adăugat publicarea de carte pentru activitățile sale. Începută ca o editură mică cu scop comercial, Princeton University Press a fost redefinită ca societate non-profit în 1910. Începând din 1911 editura a avut sediul central într-o clădire în stil gotic proiectată de Ernest Flagg. Designul clădirii editurii, care a fost numită Clădirea Scribner în 1965, a fost inspirată de cel al Muzeului Plantin-Moretus, un muzeu al tipografiei din Anvers, Belgia. Princeton University Press a înființat un birou european în Woodstock, Anglia, la nord de Oxford, în 1999, și a deschis un birou suplimentar la Beijing la începutul anului 2017.  The Princetonian Daily, și a adăugat mai târziu publicarea cărților la activitățile sale.

## Premiul Pulitzer și alte premii importante
Șase cărți editate de Princeton University Press au câștigat premii Pulitzer:
- Russia Leaves the War de George F. Kennan (1957)[6]
- Banks and Politics in America from the Revolution to the Civil War de Bray Hammond (1958)[7]
- Between War and Peace de Herbert Feis (1961)[8]
- Washington: Village and Capital de Constance McLaughlin Green (1963)[9]
- The Greenback Era de Irwin Unger (1965)[10]
- Machiavelli in Hell de Sebastian de Grazia (1989)[11]

Cărțile editate de Princeton University Press au obținut, de asemenea, premiul Bancroft, premiul literar Nautilus și National Book Award.

## Proiecte editoriale
Printre proiecte multi-volume de documente istorice îngrijite de editură se află:
- The Collected Papers of Albert Einstein
- The Writings of Henry D. Thoreau
- The Papers of Woodrow Wilson (sixty-nine volumes)
- The Papers of Thomas Jefferson
- Kierkegaard's Writings

The Papers of Woodrow Wilson a fost numită „una dintre marile realizări editoriale din întreaga istorie”.

## Bollingen Series
Colecția Bollingen Series a Princeton University Press își are începuturile în Bollingen Foundation, un proiect din 1943 al Old Dominion Foundation a lui Paul Mellon. Începând din 1945 fundația a avut statut independent, publicând și oferind burse și granturi în mai multe domenii de studiu, inclusiv arheologie, poezie și psihologie. Bollingen Series a fost dată în grija universității în 1969.

## Alte colecții

### Științe
- Annals of Mathematics Studies (Phillip A. Griffiths, John N. Mather și Elias M. Stein, editori)
- Princeton Series in Astrophysics (David N. Spergel, editor)
- Princeton Series in Complexity (Simon A. Levin and Steven H. Strogatz, editori)
- Princeton Series in Evolutionary Biology (H. Allen Orr, editor)
- Princeton Series in International Economics (Gene M. Grossman, editor)

### Umaniste
- Princeton Modern Greek Studies[13]

## Titlurile publicate (selecție)
- The Whites of Their Eyes: The Tea Party's Revolution and the Battle over American History de Jill Lepore (2010)
- The Meaning of Relativity de Albert Einstein (1922)
- Atomic Energy for Military Purposes de Henry DeWolf Smyth (1945)
- How to Solve It de George Polya (1945)
- The Open Society and Its Enemies de Karl Popper (1945)
- The Hero With a Thousand Faces de Joseph Campbell (1949)
- Traducerea Wilhelm/Baynes a lui I Ching, Bollingen Series XIX.  First copyright 1950, ediția a 27-a, 1997.
- Anatomy of Criticism de Northrop Frye (1957)
- Philosophy and the Mirror of Nature de Richard Rorty (1979)
- QED: The Strange Theory of Light and Matter de Richard Feynman (1985)
- The Great Contraction 1929-1933 de Milton Friedman și Anna Jacobson Schwartz (1963) cu o introducere nouă scrisă de Peter L. Bernstein (2008)
- Military Power: Explaining Victory and Defeat in Modern Battle de Stephen Biddle (2004)